# アイバーソンの記法
アイバーソン括弧（英語: Iverson bracket）は、数式における論理値に関する記法である。ケネス・アイバーソンにちなんで名づけられた。括弧を用いて表され、括弧内が真ならば1、偽ならば0と定義する。通常は角括弧が用いられる。アイバーソンの記法とも呼ばれるが、アイバーソン記法は、アイバーソンが開発した言語であるAPLを指す場合があるため、注意が必要である。
{\displaystyle [P]={\begin{cases}1&P{\mbox{が　真　}}\\0&P{\mbox{が　偽　　}}\end{cases}}}

## 性質
アイバーソンの記法の計算規則と論理、集合演算の間には直接的な対応関係がある。いまA, Bを集合とし、 {\displaystyle P(k_{1},\dots )}を整数についての任意の性質とすると、以下が成り立つ。
{\displaystyle {\begin{aligned}[][P\land Q]&=[P][Q],\qquad [\neg P]=1-[P].\\[1em][P\lor Q]&=[P]+[Q]-[P][Q].\\[1em][k\in A]+[k\in B]&=[k\in A\cup B]+[k\in A\cap B].\\[1em][x\in A\cap B]&=[x\in A][x\in B].\\[1em][\forall m\ .\ P(k,m)]&=\prod _{m}[P(k,m)].\\[1em][\exists m\ .\ P(k,m)]&=\min {\Big (}1,\sum _{m}[P(k,m)]{\Big )}=1-\prod _{m}\left(1-[P(k,m)]\right).\\[1em]\#\{m\mid P(k,m)\}&=\sum _{m}[P(k,m)].\end{aligned}}}

## 参照
- Donald Knuth, "Two Notes on Notation", American Mathematical Monthly, Volume 99, Number 5, May 1992, pp. 403–422. (TeX, arXiv:math/9205211)
- Kenneth E. Iverson, "A Programming Language", New York: Wiley, p. 11, 1962.